# Millie Bobby Brown
Millie Bobby Brown (Marbella, Španjolska, 19. veljače 2004.) britanska je glumica i producentica. Slavu je stekla glumeći Eleven u Netflixovoj znanstveno-fantastičnoj seriji Stranger Things, za koju je dobila dvije nominacije za Nagradu Emmy. Brown je glumila u avanturističkom filmu Godzilla: King of the Monsters (2019.) i njegovom nastavku Godzilla vs. Kong (2021.). Također je glumila i producirala Netflixov misteriozni film Enola Holmes (2020.) i njegov nastavak iz 2022. godine.
Godine 2018. Brown se našla na Time-ovom popisu 100 najutjecajnijih ljudi na svijetu. Imenovana je UNICEF-ovim veleposlanikom dobre volje te je time postala najmlađa osoba koja je odabrana za tu poziciju.